# Haeffner Tivadar
Haeffner Tivadar Dezső (Budapest, 1896. október 24. – München, ?) magyar csillagász, természettudós.

## Életpályája
1938–1942 között a Csillagászati Lapokban évente tett közzé működési jelentésben a Svábhegyi Csillagvizsgálóban kutatójaként, önkéntes munkatársaként végzett munkájáról. Ugyanebben az időben írta Kulin György A Távcső Világa című könyvének első kiadásának (1941. december, Királyi Magyar Természettudományi Társulat) távcső-tükör készítési fejezetét. 1948-ban Münchenben telepedett le. 1962–1965 között Vérmezőn álló csillagvizsgáló iker-távcsővének (17 cm-es, 106 cm primer fókuszú Cassegrain) tükrét Haeffner Tivadar készítette Németországban.

## Fiatalkora, tanulmányai
Haeffner Roderik és Fischer Matild harmadik gyermekeként született. Testvérei Haeffner Emil egyiptológus, Haeffner Jenő festő és Haeffner Zoltán iparművész.
Középiskolai tanulmányait a Fasori Evangélikus Gimnáziumban, egyetemi tanulmányait a Magyar Királyi Pázmány Péter Tudományegyetemen (ma Eötvös Lóránd Tudományegyetem) végezte.
1922. szeptember 2-án, Budapesten házasságot kötött a debreceni születésű Uy Margit Jolánnal, dr. Uy Kálmán és Papp Jolán lányával, akitől 1939-ben elvált.